# Stephen Langton
Stephen Langton (ca. 1150 - Slindon, 9 juli 1228) was een theoloog en aartsbisschop van Canterbury.

## Biografie
Stephen Langton werd geboren als de zoon van een landeigenaar in Lincolnshire. Hij studeerde onder meer met Peter van Capua theologie aan de Universiteit van Parijs en daar bleef hij doceren tot 1206. Hij werd in 1206 door Innocentius III gecreëerd tot kardinaal-priester van San Crisogono. Een jaar later werd hij benoemd tot aartsbisschop van Canterbury. Hij werd echter gedwongen tot 1213 bij de cisterciënzers van Pontigny te blijven, omdat koning Jan zonder Land had geweigerd hem als primaat te erkennen. Onder druk gaf Jan zonder Land toe aan de paus.
Langton was een efficiënt kerkbestuurder en voorvechter van het primaat van de paus. In 1222 vaardigde hij speciale verordeningen voor de kerk uit, waaronder de verplichting voor Joden om een merkteken te dragen. Ook was Stephen prominent aanwezig in de politiek. Zijn sympathie voor de oppositie van de baronnen tegen Jan zonder Land leidde tot zijn schorsing tussen 1215 en 1218. Stephen Langton steunde het protest dat leidde tot de Magna Carta en wilde daarna de pauselijke excommunicatie van de opstandelingen niet toepassen. Na de dood van Jan zonder Land werd hij een trouwe voorvechter van diens zoon Hendrik III. Langton stierf in 1228 en werd opgevolgd als aartsbisschop door Walter d'Eynsham.

## Auteurschap
Langton was een zeer productief auteur. Hij schreef glossen, commentaren, traktaten en preken. Hij is verder bekend om zijn inspanningen om een hoofdstukindeling van de Bijbel te maken, een indeling die feitelijk ook nu nog wordt gebruikt. De indeling in hoofdstukken maakte het pas mogelijk om een concordantie op de Bijbel te maken, waardoor men veel sneller passages hierin kan terugvinden. Door zijn bijdrage werd de Bijbel letterlijk toegankelijker.